# فضاپیمای استارداست

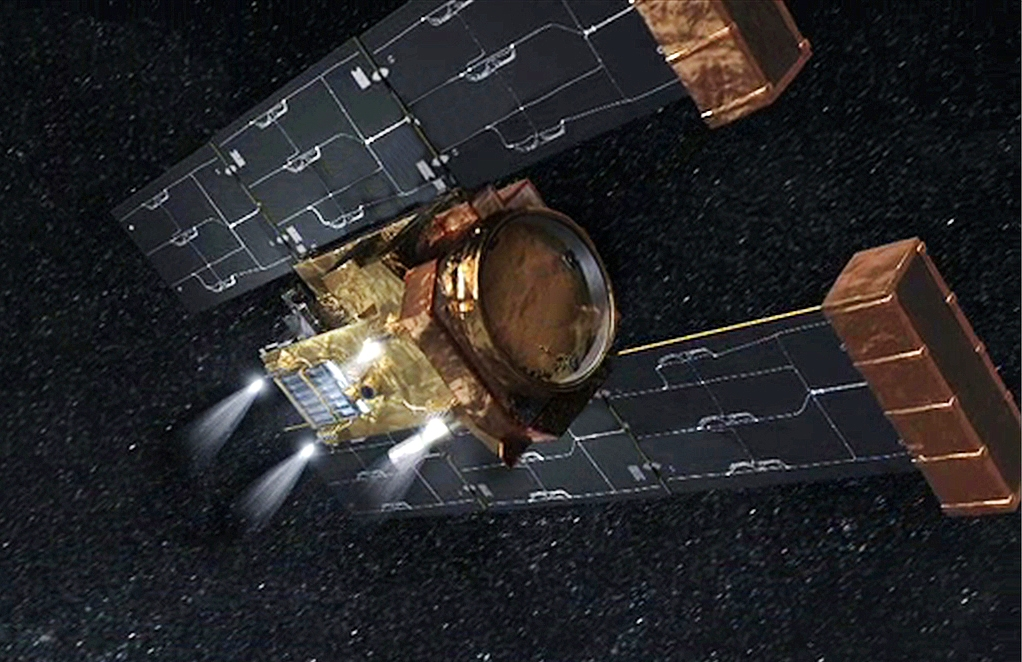
طراحی هنری از فضاپیمای استارداست

فضاپیمای استارداست (به انگلیسی: Stardust Spacecraft) به معنای فضاپیمای گرد و غبار ستاره‌ای یک کاوشگری فضایی رباتیک با وزن ۳۰۰ کیلوگرم بود که در ۷ فوریهٔ ۱۹۹۹ توسط سازمان ناسا به سوی فضا پرتاب‌شد. مأموریت اصلی این کاوشگر فضایی جمع‌آوری نمونه‌های گرد و غبار از گیسوی دنباله‌دار وایلد ۲ بود. این عملیات در مارس ۲۰۱۱ متوقف‌شد.